# Danmark vid Europamästerskapen i friidrott 2006
Danmark skickade en trupp på 9 friidrottare till Europamästerskapen i friidrott 2006 i Göteborg.
| Europamästerskapen i friidrott 2006, medaljer Danmark |         |      |        |       |        |
| Plats                                                 | Land    | Guld | Silver | Brons | Totalt |
| 29                                                    | Danmark | 0    | 0      | 1     | 1      |

## Resultat

### Herrar
| gren      | dag           | friidrottare  | omgång         | placering | resultat |
| --------- | ------------- | ------------- | -------------- | --------- | -------- |
| 200m      | 7.8.          | Morten Jensen | Andra omgången | 28.       | 21,56    |
| Kula      | 7.8.          | Joachim Olsen | Final          | Brons     | 21,09m   |
| Längdhopp | 7.8. och 8.8. | Morten Jensen | Kval           | 23.       | 7,42m    |
| Tresteg   | 7.8.          | Anders Møller | Kval           | 18.       | 16,46m   |

### Damer
| gren         | dag             | friidrottare            | omgång         | placering | resultat |
| ------------ | --------------- | ----------------------- | -------------- | --------- | -------- |
| 800m         | 8.8.            | Rikke Rønholt           | Andra omgången | 13.       | 2:01,17  |
| 3000m hinder | 10.8. och 12.8. | Louise Mørch            | Kval           | 29.       | 10:29,12 |
| Maraton      | 7.8.            | Annemette Aagaard       | Final          | 19.       | 2:39:29  |
| Spjut        | 12.8. och 13.8  | Christina Scherwin      | Final          |           |          |
| Slägga       | 7.8. och 8.8.   | Vanessa Steen Mortensen | Kval           | 40.       | 55,68m   |
| Stavhopp     | 9.8. och 12.8.  | Anita Tørring           | Kval           | 23.       | 4,00m    |